# Ruigrok Hekwerk
Ruigrok Hekwerk is een Nederlands bedrijf dat hekwerken produceert met een hoofdvestiging in Almere.
De voorgeschiedenis van het bedrijf vangt aan in 1846 met de uit Utrecht afkomstige smidsknecht Christiaan Jacob Ruigrok, die bij toeval in een smederij aan de Leidsevaart te Vogelenzang komt te werken.
In 1849 neemt Jacob de smederij over. Het bedrijf groeide en in 1865 had hij, naast zijn zoon Cornelis Ruigrok, reeds vijf knechts in dienst. Nog geen 30 jaar later volgde Cornelis zijn vader op in de smederij en geleidelijk groeide nu de werkplaats uit tot een fabriek voor hek en rasterwerken. Ook de zeven zoons van Cornelis werkten er. Deze namen, na Cornelis' dood in 1908, samen met diens weduwe het bedrijf over. Men voerde reeds grotere opdrachten uit, zoals een hekwerk van 1.089 meter dat het landgoed "De Sterrenburg" te Arnhem omsloot.

In 1921, na het overlijden van hun moeder, richtten de twee oudste zoons de firma C.A. Ruigrok en Zoonen op. Het logo werd een woeste stier, in bedwang gehouwen door een Ruigrok-hek. Hierna ging men ook ander werk aannemen, zoals de vervaardiging van grote reclameborden, een fietsenmakerij en een busbedrijf. Deze laatste werd in 1926 verkocht aan een busbedrijf dat reeds actief was in de bollenstreek.
Tijdens de jaren 30 van de 20e eeuw was er voor het bedrijf volop werk, maar de Tweede Wereldoorlog moet een voor het bedrijf moeilijke tijd zijn geweest, al zijn daarvoor weinig bronnen voorhanden. Toen begin 1945 het hele dorp Vogelenzang gedwongen werd ontruimd, daar de Duitsers er een V-1-lanceerinstallatie bouwden, richtte de pastoor een noodkerk in, in de werkplaats van de firma.

Nadat de Tweede Wereldoorlog was afgelopen was er een stijgende behoefte aan hekwerk. Aangezien de materialen schaars waren werd er een beroep op legerdumps gedaan. Het bedrijf had toen 30 medewerkers. In 1947 verliet Arie Ruigrok het bedrijf om een fabriek in fietsenstandaarden en tuinmeubelen te beginnen. Ook Gerard Ruigrok verliet in 1955 het bedrijf en startte samen met zijn zoons twee (concurrerende) hekwerkbedrijven.
Ondertussen werd het moederbedrijf geleid door Johannes Cornelis (Jan) Ruigrok, en het heette nu: Ruigrok Hekwerken "De Stier" B.V.. Het groeide naar 60 medewerkers en er kwamen opdrachten voor kazernes en vanaf de jaren 70 van de 20e eeuw werd er ook gewerkt voor de export naar België, Duitsland en het Midden-Oosten.

In 1976 verliet de kinderloze Jan Ruigrok het bedrijf en in 1983 overleed hij. Hiermee kwam een einde aan het familiebedrijf. Het bedrijf reorganiseerde en ging zich weer uitsluitend richten op de Nederlandse markt. De hoofdvestiging werd verplaatst naar Almere en het bedrijf ging verder als Ruigrok Nederland.